# Elecciones presidenciales de Estados Unidos de 2004 en Texas
Las elecciones presidenciales de los Estados Unidos de 2004 en Texas se celebraron el martes 2 de noviembre de 2004, como parte de las Elecciones presidenciales de Estados Unidos de 2004, en las que participaron los 50 estados más el distrito de Columbia. Los votantes de Texas eligieron a los electores para que los representaran en el Colegio electoral a través del voto popular, enfrentando a las fórmulas del Partido Republicano, de los titulares George W. Bush y Dick Cheney, contra la del Partido Demócrata, del senador por Massachusetts John Kerry y su compañero el senador por Carolina del Norte John Edwards, Texas tenía 34 votos electorales en el Colegio Electoral. El estado ganó 2 escaños tras la distribución de representación en el Congreso de los Estados Unidos como resultado del censo de población estadounidense del año 2000.
Texas fue ganado por el actual presidente republicano George W. Bush por un margen del 22.87%. Antes de las elecciones, las 12 principales organizaciones de noticias estadounidenses esperaban que Texas votara por Bush, considerándolo un estado rojo seguro.
Texas no ha votado por un candidato presidencial demócrata desde 1976, y ha sido un bastión republicano desde la década de 1980. Exgobernador del estado, el desempeño de Bush se mantiene como un alto nivel para los candidatos presidenciales republicanos en Texas, y sigue siendo la última vez que un republicano ha ganado más del 60% de los votos del estado, o que un demócrata ha ganado menos del 40%. Bush es el último republicano en ganar cualquiera de los siguientes condados en una elección presidencial: Bexar (hogar de San Antonio), Dallas (hogar de Dallas) y Texas (hogar de Houston). Los condados de Cameron y Culberson no volverían a votar republicano hasta 2024. Las 1 067 968 papeletas emitidas en el condado de Harris también marcaron la primera vez que cualquier condado de Texas emitiría más de un millón de votos. Sin embargo, esta es también la última elección en la que el condado de Harris votaría a la izquierda de cualquiera de los cinco condados más poblados del estado, con la excepción del condado de Tarrant. El condado de Harris en estas elecciones votó a la izquierda de Bexar por aproximadamente el 0.2% de los votos. Esta es también la elección más reciente en la que el candidato republicano ganaría el condado de Tarrant con al menos el 60% de los votos. A partir de 2008, los republicanos ganarían Tarrant con menos del 60% de los votos, y en 2020 el candidato demócrata Joe Biden se llevó por poco al condado.
Bush, que obtuvo ganancias históricas con los votantes latinos en 2004, empató incluso con Kerry entre los latinos tejanos, ganando el 49% frente al 50% de Kerry.
Esta es la elección presidencial más reciente en la que un candidato republicano ha obtenido más del 60% de los votos en todo el estado. En 2008 habría un cambio en muchos de los condados urbanos que Bush llevó en estas elecciones hacia el candidato demócrata Barack Obama, aunque el estado todavía sería ganado por su oponente republicano, John McCain.

## Resultados
| Partido | Partido     | Candidato        | Votos     | %     |
| ------- | ----------- | ---------------- | --------- | ----- |
|         | Republicano | George W. Bush   | 4 526 917 | 61.09 |
|         | Demócrata   | John Kerry       | 2 832 704 | 38.22 |
|         | Libertario  | Michael Badnarik | 38 787    | 0.52  |
| Otros   | Otros       | Otros            | 12 357    | 0.17  |
|         |             |                  |           |       |
| Total   | Total       | Total            | 7 410 765 | 100   |
|         |             |                  |           |       |
| Fuente: |             |                  |           |       |